# Los Negros

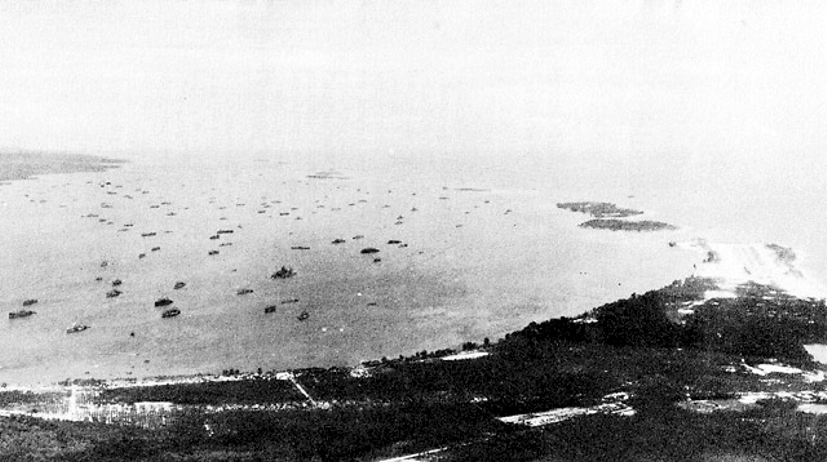
Lodě v Seeadler Harbour na Admirality Islands, cca v roce 1945. Ostrov Los Negros je v popředí

Ostrov Los Negros je třetím největším z Admiralitních ostrovů, skupiny ostrovů v Bismarckově souostroví v jižním Tichém oceánu, které jsou součástí státu Papua Nová Guinea.
Je významný zejména tím, že na něm leží hlavní letiště provincie Manus. S Lorengau, hlavním městem provincie ležícím na ostrově Manus, je spojen dálnicí a mostem.

## Historie
Los Negros byl během druhé světové války japonskou základnou a byl proto napaden 29. února 1944 spojeneckými silami. Po jeho dobytí se Los Negros na jaře a v létě 1944 vyvinul v důležitou základnu, kterou spojenecké síly využívaly až do září 1945. Kromě námořní základny v Seeadler Harbor byla na ostrově i základna hydroplánů v Lombrum Point a letiště pro umístění těžkých letadel na tzv. plantáži Mokerang.
Mezi červnem 1950 a dubnem 1951 na ostrově Los Negros australský soud pro válečné zločiny pořádal několik procesů s obviněnými japonskými válečnými zločinci. 
Na ostrově se také nacházelo až do svého uzavření v listopadu 2017 jedno z australských regionálních center pro žadatele o azyl, kteří byli nalezeni v australských vodách (Manus Island Regional Processing Centre).